# Mohamed Amine Zouaoui
Pour les articles homonymes, voir Zouaoui.
Mohamed Amine Zouaoui, né le 15 juin 1987 à Tunis, est un volleyeur tunisien. Il mesure 1,86 m et joue en tant que passeur.

## Clubs
| Club                        | Pays    | De   | À          |
| --------------------------- | ------- | ---- | ---------- |
| Espérance sportive de Tunis | Tunisie | 2006 | en contrat |

## Palmarès
- Championnat arabe des clubs champions (1)
  - Vainqueur : 2008
- Championnat de Tunisie (2)
  - Vainqueur : 2007, 2008
- Coupe de Tunisie (2)
  - Vainqueur : 2008, 2010
- Supercoupe de Tunisie (2)
  - Vainqueur : 2008, 2009